# Virus B de l'arracacha
Cheravirus arracaciae
Pour les articles homonymes, voir AVB.
Espèce
Synonymes
- Arracacha virus B (ICTV, 2013)

Cheravirus arracaciae, dit le virus B de l’arracacha ou AVB (acronyme de Arracacha virus B), est une espèce de phytovirus pathogènes, du genre Cheravirus et de la famille des Secoviridae.
Ce virus est constitué de particules isométriques au profil hexagonal, d'un diamètre de 26 nm. 
Il en existe deux souches, la souche T, isolée pour la première fois au Pérou en 1978 sur Arracacia xanthorrhiza, plante de la famille des Apiaceae cultivée pour sa racine tubérisée, qui n'infecte pas la pomme de terre, et la souche O, qui infecte la pomme de terre (Solanum tuberosum), l'ulluque (Ullucus tuberosus) et l'oca (Oxalis tuberosa), espèce sur laquelle cette souche a été détectée en premier.
Ce virus provoque des infections latentes sans symptômes apparents chez les plants de pomme de terre inoculés expérimentalement. Dans le cas d'infection naturelle, on constate des symptômes de calicot (mosaïque foliaire), mais il s'agit souvent de cas d'infections mixtes impliquant d'autres virus.
On ne connait pas de vecteur de transmission. Il se transmet par les graines et par le pollen, mais dans ce cas uniquement dans les graines en non dans le reste de la plante. Il se transmet expérimentalement par inoculation de la sève.

## Aire de répartition
Ce virus est présent dans les hauts plateaux andins, en particulier au Pérou et en Bolivie, dans les zones de culture de la pomme de terre, de  l'oca et de l'arracacha.
Absent de la zone euro-méditerranéenne, il est classé parmi les organismes de quarantaine par l'Organisation européenne et méditerranéenne pour la protection des plantes (OEPP).

## Référence biologique
- (en) ICTV : Arracacha virus B  (consulté le 1er février 2021)